# Cecilia Berdichevski
Cecilia Berdichevski   (Vílnius, 2 de juny de 1926 - Avellaneda, 27 de febrer de 2010), nascuda Mirjam Tuwjasz, va ser una informàtica argentina.

## Vida i obra
Mirjam Tuwjasz va néixer en una família jueva lituana a Vilnius, quan aquesta ciutat era de Polònia, però els pares van anar a viure immediatament a Vidzi (avui a Belarús). El 1928 el pare va emigrar a l'Argentina i el 1930 la van seguir la seva dona i la seva filla única, que van arribar a Buenos Aires el 7 de gener de 1930 en el vaixell Asturias procedents de Cherburg. La família es va asentar a Avellaneda, al Gran Buenos Aires, però el seu pare va morir poc després i la seva mare es va tornar a casar. Només arribar a Argentina, va canviar el seu nom pel de Cecilia i el 1951, en casar-se amb l'afamat metge Mario Berdichevsky, també es va canviar el cognom.
Durant els estudis secundaris va fer amistat amb la futura matemàtica Rebeca Cherep (de casada Rebeca Guber), però mentre Rebeca va decidir estudiar matemàtiques pures, ella va ingressar a l'Escola de Comerç d'Avellaneda per a fer un peritatge mercantil que va acabar el 1945. Els deu anys següents va treballar de comptable. El 1955, en un viatge a París amb el seu marit, va coincidir amb Rebeca Cherep i va conèixer Manuel Sadosky (un deixeble d'Esteve Terradas); això la va decidir a començar amb 31 anys els estudis de matemàtiques a la universitat de Buenos Aires.
Es va graduar el 1960, just quan va arribar a Buenos Aires el primer ordinador d'Argentina, un Ferranti Mercury al qual van anomenar Clementina. Ella en va arribar a ser un dels programadors principals, fins al 1966, quan el cop d'estat del general Juan Carlos Onganía i la Nit dels Bastons Llargs van desmantellar tota la intel·lectualitat universitària. Ella va tornar a la seva professió de comptable fins que el 1984 va ser nomenada responsable del centre de càlcul de la caixa d'estalvis.